# Colegio Fernando Lores Tenazoa
El colegio Fernando Lores Tenazoa es una edificación construida en 1905 que funciona como institución educativa pública, y en ocasiones de museo y galería de arte temporal, además de ser Patrimonio Cultural de la Nación. Desde 2011 esta en proceso de desalojo por su situación precaria.

## Historia

### Origen
Fue construido en 1905 para albergar a los jóvenes mestizos de nivel secundario de la entonces pequeña ciudad de Iquitos. A finales de 1990 se le otorgó el grado de patrimonio cultural de la Nación por su antigüedad y por estar dentro de la Zona Monumental de Iquitos.
Debe su nombre al militar Fernando Lores Tenazoa que participó en la guerra colombo-peruana.

### Uso
Fernando Lores es utilizado para albergar muestras de arte y cultura de origen amazónico, principalmente elaborados por alumnos mestizos o que provienen de los pueblos originarios amazónicos. En 2016 el edificio fue declarado en Estado de emergencia por el gobierno peruano por el deterioro de las bases.
Luego del terremoto de 2019 el gobierno regional loretano ordenó trasladar los bienes culturales y académicos del colegio hacia otras instalaciones porque sus interiores ya no eran habitables. En 2022 la entidad gubernamental informó que el colegio ya no podría funcionar ni como galería ni como institución educativa a causa del deterioro de sus interiores, y tampoco ser reconstruido debido a su condición de patrimonio cultural.

## Galería de obras

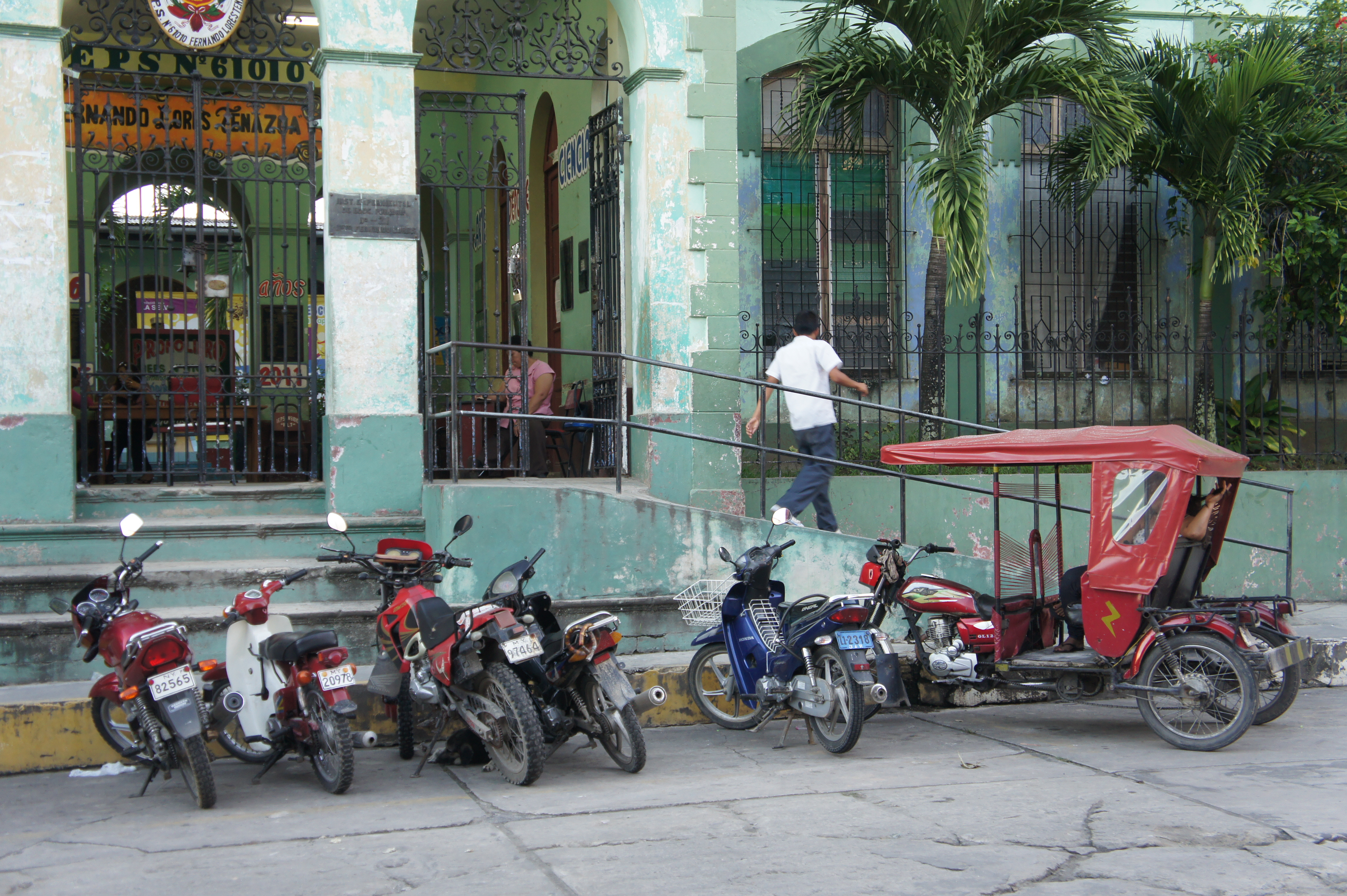
El exterior del colegio en 2011.
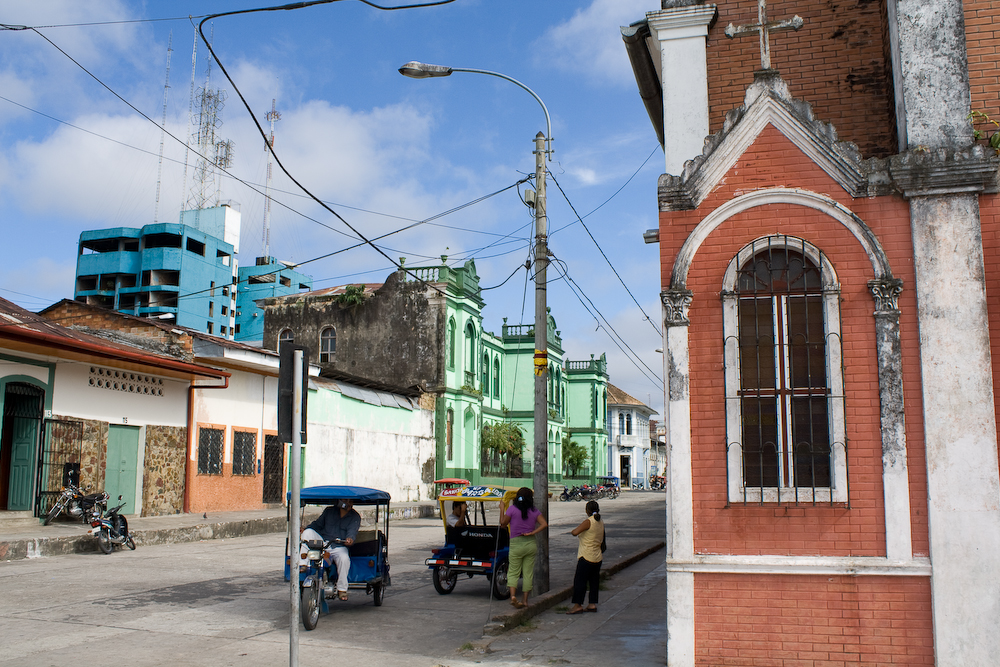
El colegio visto desde la parte delantera en la capilla de la Consolación.
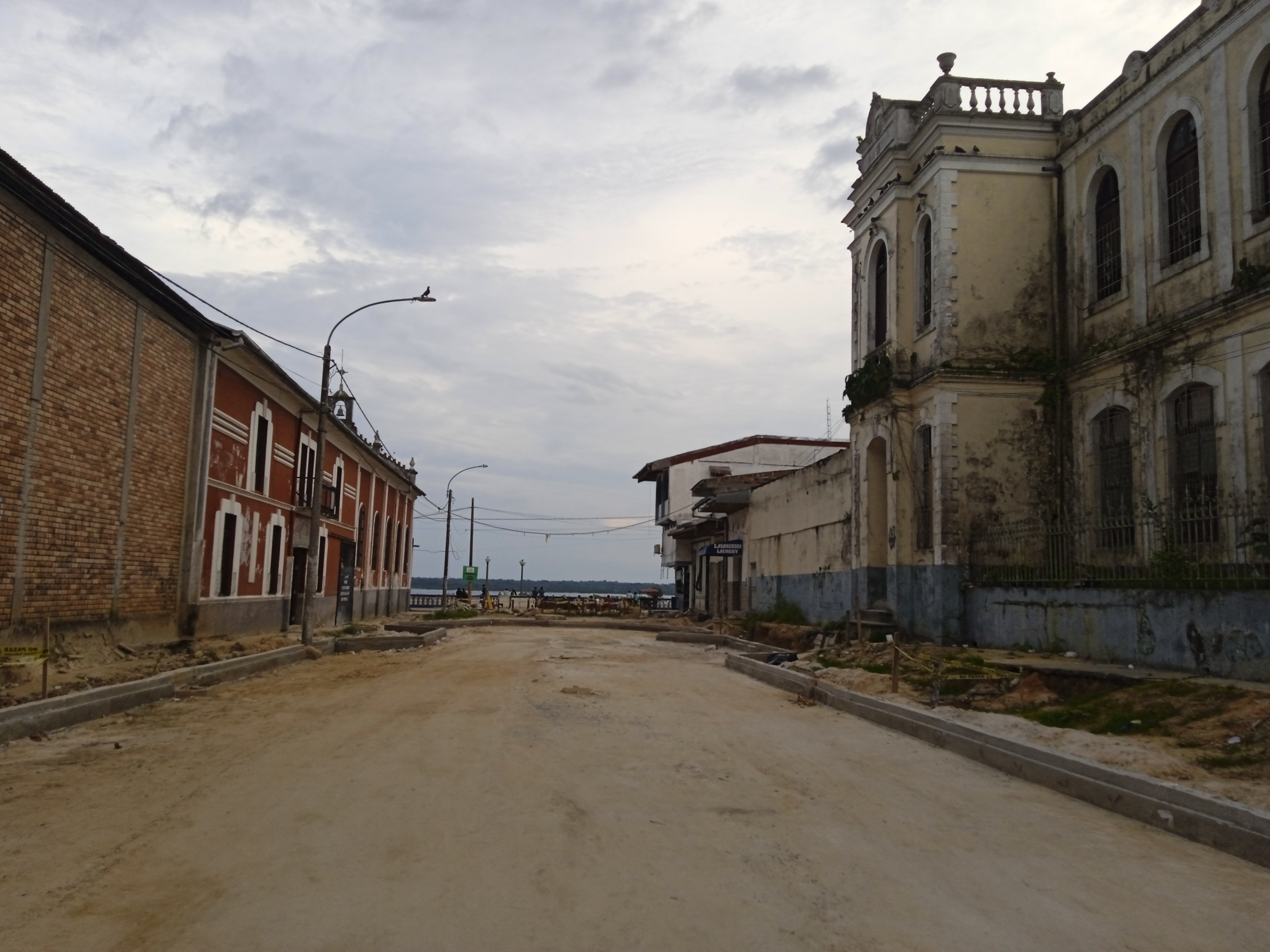
El colegio a la derecha y la capilla de la Consolación a la izquierda, durante las obras de la nueva alameda en 2023.